# Willie Mitchell (Musikproduzent)

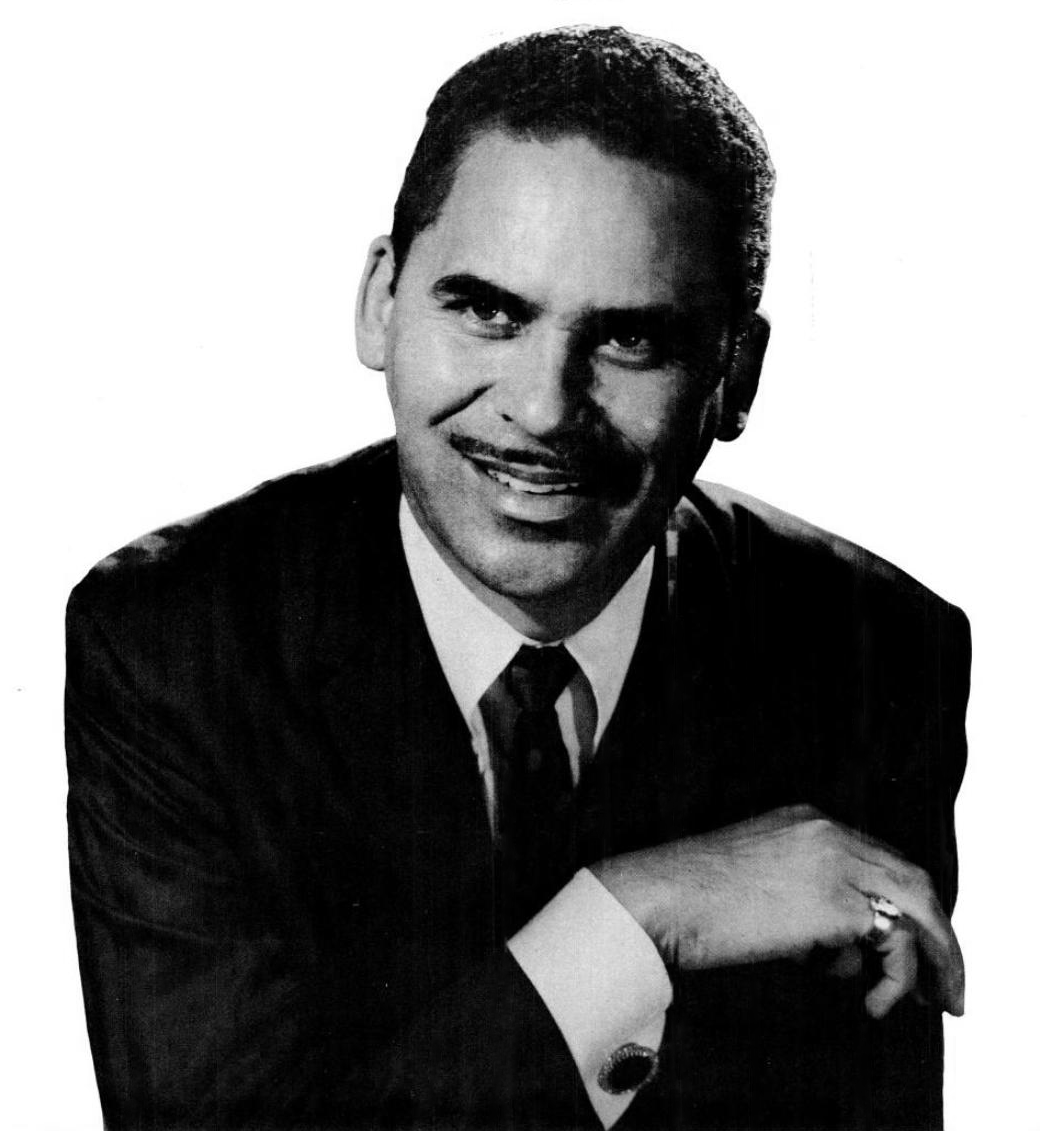
Willie Mitchell (1966)

Willie Mitchell (* 1. März 1928 in Ashland, Mississippi; † 5. Januar 2010 in Memphis, Tennessee) war ein US-amerikanischer Soul-, R&B-, Pop- und Funk-Musikproduzent und Arrangeur. Er führte zuletzt seine Firma Royal Recording in Memphis. Bekannt wurde er vor allem durch seine Hi Records Aufnahmen der 1970er, wo einige populäre Memphis Soul-Musiker veröffentlichten, darunter Mitchell selbst, Al Green und Ann Peebles.

## Leben
Der in Ashland aufgewachsene Mitchell zog in seiner Highschool-Zeit nach Memphis. Er war auf dem Rust College. Mit acht Jahren lernte er, Trompete zu spielen. Während der Highschool war er ein gefragter Musiker in lokalen Bigbands. Später gründete er seine eigene Band, bei der Booker Little, Charles Lloyd, George Coleman und der Pianist Phineas Newborn Jr. mitspielten.
Mitchell übernahm zunächst eine Anstellung beim Home of the Blues Plattenlabel als Produzent. Später wechselte er zu Hi Records als Musiker, Leiter und Produzent. Seinen Nickname „Papa Willie“ erwarb er sich dadurch, dass er Hi Records in den 1970ern durch seine erfolgreichsten Jahre führte. Mitchells Produktionen waren besonders gekennzeichnet durch einen hard-hitting kick drum sound (meistens von Drummer Al Jackson, Jr. der Band Booker T. & the M.G.’s gespielt).
Als Trompeter und Bandleader veröffentlichte Mitchell eine Reihe eigner Singles auf Hi Records in den 1960ern, darunter die Charts-Nummer Soul Serenade. Während der 1980er führte Willie sein eigenes unabhängiges Label Waylo Records. Zu den veröffentlichten Musikern dort zählten Billy Always und Lynn White.
Mitchell und Al Green ließen ihre erfolgreiche Zusammenarbeit nach einer 18-jährigen Pause 2003 wiederaufleben, als Green I Can't Stop aufnahm, gefolgt von der CD Everything's OK. Er schrieb Streicher- und Bläser-Arrangements für ein Rod Stewart Album mit R&B Coverversionen.
Mitchell starb in Memphis mit 81 Jahren an einem Herzinfarkt. Kurz zuvor hatte er noch das Album Nothing's impossible von Solomon Burke fertigproduziert.

## Diskographie
- 1963: Sunrise Serenade
- 1965: It's Dance Time
- 1966: It's What's Happenin
- 1967: Ooh Baby, You Turn Me On
- 1967: The Hit Sound of Willie Mitchell
- 1968: Willie Mitchell Live at the Royal
- 1968: On Top 1969
- 1969: Solid Soul
- 1969: Soul Bag
- 1970: Robbin's Nest
- 1970: The Many Moods of Willie Mitchell
- 1971: Hold It
- 1971: Listen Dance
- 1977: Willie Mitchell Live
- 1981: Willie Willie Willie
- 1986: That Driving Beat
- 2003: Walkin' With Willie
- 2008: Best Damn Fool (mit Buddy Guy)

## Auszeichnungen
- 2008 – Grammy Trustees Award  für sein Lebenswerk[3]